# 용자 엑스카이저
《용자 엑스카이저》(勇者エクスカイザー 유사 액스카이자[*])는 일본 나고야TV와 TV아사히 계열에서 1990년 2월 3일부터 1991년 1월 26일까지 방영되었던 선라이즈 제작의 SF 로봇 애니메이션 및 그에 등장하는 로봇의 명칭이다. 1990년대 용자 시리즈의 첫 번째 작품이자 야타베 시리즈 3부작의 첫 번째 작품. 원래는 <기동전사 건담> 등 리얼로봇 애니메이션을 주로 제작했던 선라이즈가 미취학 아동들도 볼 수 있는 로봇 애니메이션을 만들었다는 점에서 화제가 된 작품이다. 등장하는 용자 로봇들의 기본형은 스폰서인 타카라를 대표하는 시리즈인 '트랜스포머'에서 가져왔지만, 의지를 가진 거대로봇들의 액션과 평범한 소년의 일상생활을 접목시킴으로써 '트랜스포머' 시리즈와는 사뭇 다른 느낌을 만들내는데 성공했다. 이전에도 초기 트랜스포머 시리즈나 <마신영웅전 와타루>처럼 의지를 가진 로봇과 소년의 교류를 그린 작품은 있었지만, <용자 엑스카이저>는 평범한 소년의 생활에 끼어든 거대로봇이 소년과 일상을 함께하며 진정한 우정을 나눈다는 점에서 다른 거대로봇 작품에는 없는 독특한 분위기를 자아냈다. 이후 이런 로봇과 소년의 교류는 용자 시리즈 고유의 특색으로 자리잡아 시리즈가 종결될 때까지 계속해서 이어졌다. 또 <용자 엑스카이저>의 가장 커다란 시도는 당시의 애니 시리즈에 등장하는 둔하고 무거운 거대로봇과는 완전히 다른 정통파 슈퍼로봇의 시원하고 호쾌한 액션이었다. 특히 작품의 인상을 결정하는 오프닝과 변신, 합체, 필살기 등의 장면에는 거대로봇의 작화에 있어 독보적인 실력을 자랑하던 애니메이터 오바리 마사미를 기용해 당시의 거대 로봇이 따라올 수 없는 비주얼을 선보였다. 이로 인해 용자 시리즈는 본래의 시청자인 어린이층 외에도 거대로봇 애니메이션 고유의 멋을 추구하는 골수 마니아까지 팬층으로 거느리게 되었다.

## 스토리
서기 2001년. 무수한 별들을 망쳐 논 「우주 해적 가이스트」는, 새로운 「보물」을 목적으로 지구로 침입했다. 그들을 쫓아, 지구로 온 것은 「우주 경찰 카이저스」의 리더, 「엑스 카이저」.
우연히 그와 만난 소년 「호시카와 코우타」는 카이저스의 비밀을 공유하는 친구가 된다. 엑스카이저와 동료들은 지구의 탈 것과 융합해 거대 로보트로 변화, 가이스트의 야망을 막기 위해 나선다.

## 등장 인물·지구인
호시카와 코우타
본편의 주인공. 아사히다이 초등학교 3학년. 엑스카이저의 정체를 아는 유일한 인물. 그에게 지구의 문화나 문명을 가르치거나 하는 반면에, 조언을 받는 것이 많다. 카이저 브레스라고 하는 통신기를 통해서 멀어진 장소에서도 엑스카이저와 연락을 할 수 있다.
호시카와 후우코
코우타의 누나로 중학생 1학년. 약간 제멋대로인 경우도 있지만, 위기적인 상황에서는 결사적으로 코우타를 지키려고 하는 좋은 누나이기도 하다. 자신을 도와 준 대시맥스를(밤에 모습이 잘 안보인 것도 있어) 「멋진 남성이 타고 있는 차」 라고 오해하고 있다.
호시카와 준이치
코우타의 아버지로 41세. 동도 신문사의 편집장. 부하인 토쿠다 오사무에게 골머리를 앓고 있다.
호시카와 요코
코우타의 어머니로, 성격은 밝고 상냥하지만, 화나면 무섭다. 또, 어딘가 멍한 구석이 있어서 가족뿐만이 아니라 토쿠다도 당황할 정도이다.
마리오
호시카와가의 애완견. 차우 차우의 잡종. 코우타가 입학전에 시골의 할머니로부터 받았다. 코우타와는 사이가 좋고, 카이저스의 비밀을 아는 얼마 안되는 존재이기도 하다. 상냥한 성격.
츠키야마 코토미
코우타의 동급생으로, 코우타와 타쿠미가 자신을 좋아하는 걸 눈치채지 못하고 있지만, 코우타에게 호감이 있는 듯하다. 용자 시리즈 전체를 통틀어서 굴지의 미인.
카네아리 타쿠미
코우타의 동급생, 대부호 가문의 도련님으로, 코우타와는 라이벌 관계이다. 코우타와 마찬가지로 코토미를 좋아하지만 번번히 실패하는 경우가 많다. 성격은 멋대로이고 프라이드가 높다. 태평광기와 태평어람 등을 즐겨 읽는다.
토쿠다 오사무
준이치의 부하. 신문 기자이지만 순진한 일면이 있어, 카메라를 잊어 버린일이 많아 편집장인 준이치에 자주 혼이 나고 있지만, 최종화에서는 그레이트 엑스카이저와 다이노가이스트의 전투를 촬영하는 데에 성공했다. 프리드리히 니체의 전집을 소장하는 것이 꿈이다.

## 등장 인물·우주인
본작품에 등장하는 카이저스와 가이스트는, 우주의 지적 에너지 생명체가 지구의 기체에 융합한 것이며, 엄밀하게는 로봇은 아니다. 카이저즈, 가이스트 모두 변형 패턴 등 용자시리즈의 기본을 확립해 있다.

### 우주 경찰 카이저스
엑스카이저
우주 경찰 카이저스의 리더이며. 정보 수집이 취미. 맥스 팀이나 레이커 브라더스를 스카우트 해 카이저즈를 설립했다. 지구에 와서 호시카와가의 자가용차인 스포츠카와 융합하고 있다. 그의 정체는 코우타와 애완견의 마리오 밖에 모르는 비밀이다. 코우타로부터 지구의 문화나 문명에 대해서 배우는 것이 많다, 반대로 코우타의 고민을 조언해주기도 한다. 전투 시에는 가슴의 패널을 반전시켜, 사자의 얼굴을 나오게 한다.
- 데이터

- 전체 높이：10.3m
- 중량：32.6t
- 주행속도：82.4km/h
- 점프력：142.2m

- 비클 모드

- 전체 길이：5.2m
- 최대 속도：398.3km/h

- 무장

- 제트 부메랑: 팔에서 발사하는 소형 제트 미사일.
- 스파이크 커터: 팔에서 발사하는 세방면 장도날.
- 임펙트 플래시: 가슴의 사자의 미간에서 발사하는 삼각형의 광선.
- 프레이밍 노바: 사자의 입에서 발사하는 화구.
- 숄더 폭탄: 어깨 뒤에 배치된 타이어를 상대에게 던져서 폭발시킨다.
- 포트링: 팔에서 발사하는 구속용의 고리

킹 로더
엑스카이저가 별개의 차원으로부터 소환하는 트레일러형 서포트 메카. 비클 형태의 엑스카이저를 견인하는 일도 가능하다.
- 데이터

- 전체 길이：22.4m
- 중량：54.3t
- 최대 속도：472.5km/h

킹 엑스카이저
엑스카이저가 킹 로더와 거대합체하여 탄생한 거대로봇. 비행 능력은 없지만. 단시간의 공중은 날 수있다.
- 데이터

- 전체 높이：22.1m
- 중량：86.8t
- 주행속도：186.7km/h
- 점프력：378.5m

- 무장

- 카이저 소드: 우각에 수납되고 있는 필살검.
- 카이저 샷: 양팔로부터 발하는 세방면 장도날.
- 카이저 프레임: 카이저 소드로부터 발사하는 구속용의 거대화구.
- 카이저 빔: 가슴의 사자의 눈으로부터 발사하는 빔.
- 카이저 블래스터: 사자의 입으로부터 발사하는 화염. 썬더 플래시를 발동시킬 때, 카이저 소드의 가열에도 사용한다.
- 카이저 미사일: 양 무릎에 각각 2발장전 되어 있는 미사일.
- 카이저 윙 브레이크: 양어깨의 마크로부터 발생한 에너지를 빛의 도끼로 만들어 적에게 내던진다.
- 킹 바리어: 몸 전체로부터 에너지를 조사하는 것으로써, 날아오는 에너지를 모든 면에서 방어할 수 있는 바리어.
- 반중력 빔: 23화에서 사용한 사자의 입으로부터 발사하는 광선. 낙하중의 건물을 조사해, 지면과의 충돌을 막았다.

- 필살기

- 썬더 플래시: 카이저 소드에 축적한 번개의 에너지를 해방해 하늘 높게 빛의 칼날을 늘려, 그 자리에서 적을 일도양단 하는 필살기. 점프한 상태에서도 사용 가능하다.
- 진공벚꽃 눈보라: 카이저 소드를 회전시켜, 벚꽃 회오리를 발생하여 적을 홀드시키는 기술.

드래곤 제트
중반에 엑스카이저가 소환하는 거대 전투기. 조정에 시간이 걸려, 지구로의 실전 투입이 늦어 버렸다. 킹 엑스카이저를 상부에 실어 비행하는 것도 가능하다.
- 데이터

- 전체 길이：27.4m
- 전체 폭：20.6m
- 전체 높이：7.6m
- 중량：57.6t
- 최대 비행 속도：10755.6 km/h(M9)

드래곤
드래곤 제트로부터 변형한 서포트 로봇. 엑스카이저의 명령으로 움직인다.
드래곤 카이저
엑스카이저가 드래곤 제트에 수납되어 거대 합체 한 모습. 파워에 있어서는 킹 엑스카이저를 상회하며 우주 전투도 가능하다. 권법가와 같은 구령과 함께 공격한다. 엑스카이저를 수납한 채로 제트 형태의 변형도 가능. 킹 로더가 전선에 복귀하고 나서도, 사용하기 편리해서인지 드래곤 카이저로서 싸우는 것이 많았다.
- 데이터

- 전체 높이(안테나 포함)：22.8m
- 중량：57.6t / 90.2t(드래곤 카이저일때)
- 주행속도：110.3km/h / 200.5km/h(드래곤 카이저일때)
- 점프력：220.6m / 400.3m(드래곤 카이저일때)

- 무장

- 드래곤 빔: 이마에서 발사하는 광선.
- 드래곤 아처리: 가슴의 용의 뿔이 변형한 활. 격투 무기로 사용할 수 있다.
- 드래곤 부메랑: 떼어낸 용의 뿔을 투척 무기로서 사용한다.
- 드래곤 엥커: 견부의 용의 조장의 부분을 적으로 파견해 공격한다.
- 드래곤 캐논: 양팔에 장비된 2연장 캐논포. 윙 부분은 참격무기로 사용 가능.
- 드래곤 톤파: 드래곤 캐논을 변형시켜, 톤파로서 사용한다.
- 드래곤 샷: 엑스카이저의 제트 부메랑을 닮은 무장. 팔에서 발사된다.
- 드래곤 웨이브: 손바닥에 생성한 광선구로 번개를 방사하는 기술.
- 드래곤 썬더: 드래곤 웨이브와 비슷한 기술이지만, 외형은 빔에 가깝다. 임의로 온도를 조절하는 것이 가능.
- 로켓 클러스터 : 양팔의 캐논포를 분리해 합체 시킨 무기. 원격으로 움직여 적을 포격 한다.

- 필살기

- 썬더 에로우: 뒤쪽으로부터 뽑아낸 화살을 드래곤 아처리에 건뒤에 번개의 에너지를 모아서 적에게 활 시위를 당겨 날리는 필살기.

그레이트 엑스카이저
킹 엑스카이저와 드래곤 카이저가 초 거대합체한 로봇으로 카이저스의 최강용자. 합체방식은 드래곤카이저의 몸 상하체가 분리가 되어 하반신은 다리형태가 변형되고, 상반신은 몸통 하나로 다른 변형하는데 몸은 좌우로 분리 하며 드래곤카이저의 팔은 뒤로 넘기고 돌리면 팔이 되고  등장식모양은 가슴장식이 되며 제트기 기수는 등장식이 되면 다른 상체로 변형된다. 킹 엑스카이저 중심으로 하반신은 분리된 하체는 합체하여 다리가 강화가 되고 상반신은 각각 분리가 된 상체로 합체하여 등,팔,가슴 등을 강화가 된다. 머리는 킹 엑스카이저의 머리가 변형해서 새로운 머리 변화하면 "초거대합체 그레이트 엑스카이저" 완성된다
「초거대 합체」의 합체 코드대로, 주역급 용자의 최강 형태로 가장 크다.
절대적인 파워를 자랑해, 기본적으로는 양손으로 들고 터는 거대 카이저 소드를 한 손으로 사용하는 것도 가능하다.또 필요해 응해 분리나 재합체도 가능하다. 이후 이것은 용자시리즈의 전통으로 승화된다.
최종결전 다이노 가이스트에 의해서 모든 전신은 상처로 금이 가지만, 머리는 칼을 맞아 그레이트 엑스카이저의 머리가 두동강으로 파괴되어 킹엑스카이저 얼굴로 되어있다.(완구에서는 그레이트 엑스카이저의 마스크를 벗기는 것이 가능하여 얼굴을 볼 수 있다.)
- 데이터

- 전체 높이：32.9m
- 중량：144.5t
- 주행속도：250.4km/h
- 점프력：1200.8m

- 무장

- 그레이트 토마호크: 양어깨의 흰 부분으로부터 출현하는 빛의 도끼.
- 그레이트 블래스터: 사자의 입으로부터 발해지는 회오리장의 화염.
- 그레이트 프레임: 사자의 입으로부터 발사하는 무형의 불길. 썬더 플래시 발동전에 카이저 소드의 가열에도 사용된다.
- 그레이트 봄버: 사자의 입으로부터 발사한 불길을, 양손으로 둥글게 만들어 잡아 내던진다. 적에게 명중하면 에너지 필드가 형성되어 적을 봉쇄하는 등, 능력적으로는 카이저 프레임에 가깝다.
- 그레이트 캐논: 어깨에 장비된 2연장의 캐논포.
- 그레이트 빔: 이마에서 발사하는 빔.
- 거대 카이저 소드: 카이저 소드와 드래곤 아처리를 합쳐서 탄생하는 거대한 검.
- 카이저 소드: 기존의 카이저 소드도 계속해서 사용한다.주로 드래곤 아처리와 쌍수검으로 사용한다.
- 드래곤 아처리: 활로서가 아니고, 격투 무기로서 사용. 역시 카이저 소드와 쌍수검으로 사용한다.

- 필살기

- 썬더 플래시: 전신을 금빛으로 뒤덮어, 에너지를 발하면서 돌진해, 적을 일도양단 하는 필살기.

레이커 브라더스
신칸센에 융합한 쌍둥이 에너지 생명체. 평상시는 열차 운행을 하지만, 사건이 일어나면 역을 빠져 나와 현장으로 달려든다. 발밑에 있는 롤러로 고속 이동할 수 있다. 우주 경찰학교 졸업과 동시에 카이저스에 배속되었다. 연령은 6명중에서 최연소이다. 시리즈 최초의 쌍둥이 용자이자 신칸센으로 변형하는 용자이다.
블루 레이커
신칸센 100계로부터 변형. 그린 레이커의 형이며, 기본적으로 냉정 침착하지만, 그린 레이커가 위기에 빠지면 냉정함을 잃는다.
- 데이터

- 전체 높이：11.2m
- 중량：35.7t
- 주행속도 84.4km/h 롤러 대시중에：309.7km/h
- 점프력：140.1m

- 열차 모드

전체 길이：27.2m
최대 속도：558.7km/h
- 무장

- 부스터 빔 라이플(극중미사용 완구에 부속)
- 바인드 크래시
- 레이커 타이푼

그린 레이커
신칸센 200계로부터 변형. 블루 레이커의 동생으로, 형에 비해 약간 혈기번성하다, 별명은 「근성의 로봇」. 블루 레이커를 「형님」이라고 부른다.
- 데이터

- 전체 높이：10.8m
- 중량：34.9t
- 주행속도：84.4km/h 롤러 대시중에：306.9km/h
- 점프력：148.9m

- 열차 모드

- 전체 길이：27.2m
- 최대 속도：549.7km/h

- 무장

- 미사일 블래스터(극중미사용 완구에 부속)
- 바인드 크래시
- 레이커 타이푼

- 협동기술

- 트윈 파워
- 트윈 빔
- 트윈 바리어
- 더블 바인드 크래시
- 레이커 허리케인: 2명이 각각 스핀 해, 이중 나선을 한층 더 그리면서 비행하는 기술. 그 기세를 이용하고 물을 감아올린다. 19화에서 물을 댐으로 되돌리는데 사용되었다.

울트라 레이커
블루 레이커가 좌반신, 그린 레이커커가 우반신이 되어 좌우 합체 한 모습. 합체 후의 인격은 블루 레이커가 된다.
- 데이터

- 전체 높이：21.3m
- 중량：70.6t
- 주행속도：386.3km/h 롤러 대시중에：698.9km/h
- 점프력：246.4m

- 무장

- 컨버트 이레이저: 완구에 부속된 개인 무기를 합체 시킨 것. 극중미사용.

- 주요 기술

- 울트라 숄더 크래시
- 울트라 브레스트 레이저
- 울트라 스파이더 넷

- 필살기

- 울트라 더블 체인 크래시
- 울트라 더블 숄더 크래시
- 울트라 캐논 빔

맥스 팀
카이저스가 결성되기 이전으로부터 다른 혹성으로 활동하고 있던 팀. 엑스카이저에게 스카웃 되어 카이저스의 일원이 되었다.
스카이 맥스
제트기로부터 변형. 맥스 팀의 리더. 냉정 침착한 성격의 우등생 타입.
- 데이터

- 전체 높이：10.2m
- 중량：28.5t
- 주행속도：72.4km/h
- 점프력：175.8m
- 비행 속도：M4

- 비클 모드

- 전체 길이：8.6m
- 최대 비행 속도：M6.2

- 무장

- 미사일
- 발칸
- 하이퍼 포논
- 검(극중미사용 완구에 부속)

대시 맥스
레이싱 카로부터 변형. 뜨거운 성격으로, 코우타의 누나 후우코에게 「멋진 남성이 타고 있는 차」 라고 오해 받고 있다.
- 데이터

- 전체 높이：10.2m
- 중량：30.6t
- 주행속도：112.4km/h
- 점프력：148.2m

- 비클 모드

- 전체 길이：5.7m
- 최고속도：464.8km/h

- 무장

- 스크류 부메랑
- 터보 토네이도
- 브리징 토네이도
- 검(극중미사용 완구에 부속)

드릴 맥스
드릴 전차로부터 변형. 성격은 상냥하고 힘이 세다.고향에 남동생 2명, 여동생 1명이 있다. 카이저스의 멤버중에서 최연장.「전설의 용사 다간」에서, 랜더즈의 드릴랜더가, 존경하는 용자가 드릴 맥스라는 설정이 존재한다.
- 데이터

- 전체 높이：9.97m
- 중량：38.4t
- 주행속도：68.3km/h
- 점프력：136.2m

- 비클 모드

- 전체 길이：7.2m
- 최대 속도(지상)：284.6km/h
- 최대 속도(지중)：불명

- 무장

- 드릴 캐논
- 개틀링 스매셔
- 도끼(극중미사용 완구에 부속)

갓 맥스
맥스 팀이 삼체 합체 한 모습. 인격은 통합되어 새로운 인격이 되고 있다. 화력이 높다.
- 데이터

- 전체 높이：22.6m
- 중량：97.5t
- 주행속도：184.4km/h
- 점프력：999.8m

- 무장

- 갓 슬라이서: 스카이 맥스의 날개를 부메랑으로서 내던진다.
- 갓 슬러거: 이마의 왕관으로부터 나타나는 빛의 부메랑.
- 드릴 캐논: 드릴 맥스의 뒤쪽의 캐논포.완구에서는 장비 가능하지만 극중미사용.
- 합체 검: 완구에 부속된 개인 무기를 합체 시킨 것.극중미사용.

- 필살기

- 갓 소닉 버스터: 가장 많이 사용된 필살기술. 가슴의 새가 토해내는 광파를 링 모양을 적에게 내던진다. 기본적으로는 적의 움직임을 봉쇄하는 기술이지만, 절단하는 것도 가능하다.
- 갓 코즈믹 봄버: 가슴의 새의 입으로부터 발사하는 광파를 내던진다. 적에게 명중하면 필드가 형성되어 상대를 구속하거나, 그대로 폭발시키는 것도 가능하다.
- 갓 버드 어택: 하늘 높이 점프해서 자신의 몸을 빛의 새의 아우라로 감아 적에게 그대로 돌격하는 필살기술. 다이노 가이스트에게 어느 정도 대미지를 줄 수있다.

### 우주 해적 가이스트
300년간에 286개의 혹성을 망쳐 논 우주 해적. 카이저스와 같은 에너지 생명체로, 카이저스와 달리, 기계가 아닌 지구에 있는 실물 크기의 공룡 모형에 융합해서, 지구상 모든 보물을 약탈하기 위해 활동을 개시한다. 매회의 타겟은 정보원(아지트에 있는 거대한 TV)의 제보로부터 문화재, 최첨단 과학, 식량이나 자원등 다방면에 걸친다. 지구의 자연이나 문화에 서먹하기 때문에, 보물의 가치를 이해하지 못하고 작전을 계획하는 경우도 많다. 덧붙여 지명 수배자이지만, 전과는 없다. 지금 작에 있어서는 「적」이지만, 후의 용사 시리즈의 「적」 하고 달라, 세계 정복, 우주 지배 사상을 가지고 있지 않기 때문에, 완전한 적이라고는 보기 어렵다.
다이노 가이스트
가이스트의 두목. 티라노 사우르스, 거대 전투기, 로봇으로 삼단 변형한다. 엄격한 성격으로 부하 전원을 떨게하거나 말 한마디로 우주 상인 트레이더를 묵인시킬 정도이다. 위엄은 있지만 「보물」 이라고 불리는 것이나 「보물」 에 해당하는 것은 닥치는 대로 훔처오라고 명령해 버리는 경우도 있다. 부하들에 대해서 언제나 초조하고 있는 한편으로, 기대를 하고 있는지, 스스로 행동하는 것은 적다. 가이스트 로봇 가운데, 유일하게 DX완구로 발매되고 있다. 본작품 뿐만 아니라 시리즈중의 악역 중에서도 매우 인기가 높고, 인기 투표에서는 카이저스의 멤버보다 득표수가 많았다. 방영 종료후에도 역대 시리즈 인기 랭킹에서는 항상 상위에 들어가 있다.
- 데이터

- 전체 높이：32.2m
- 중량：128.8t
- 주행속도：182.4km/h
- 점프력：874.9m

- 다이노 모드

- 체고：28.5m
- 체장：36.3m

- 전투기 모드

- 전체 길이：32.2m
- 전체 폭：20.3m
- 전체 높이：14.8m

- 무장

- 다이노 블레이드: 등에 수난된 2개의 칼.
- 다이노 트윈블레이드: 다이노 블레이드를 연결시킨 양검.
- 다이노 캐논
- 다이노 슈터
- 다이노 혼 브레이커: 머리 부분의 뿔로부터 600만 볼트의 전격 광선을 발사한다.
- 다이노 크래시: 양팔에 있는, 다이노 모드의 다리의 부분을 발사하여, 적을 부순다.
- 다이노 실드: 썬더 에로우를 막을 정도의 방어력을 갖춘 방패. 표면으로부터 빔을 확산시키는 것도 가능.

- 필살기

- 다크·썬더 스톰: 다이노 블레이드로부터 검은 번개를 적에게 발사한다.
- 다크·썬더 인페르노: 다이노 트윈블레이드에 에너지를 집중시켜 돌격 하는 기술로, 그레이트 엑스카이저의 썬더 플래시에 대등하는 기술.

박쥐
다이노 가이스트의 지령을 전달하는 박쥐형 로봇. 가이스트 중에서 유일 변형 기능을 가지지 않았다. 다이노 가이스트의 위엄을 방패로 삼고 하고 싶은 말을 한다. 말대답 하면 초음파를 퍼부어 괴롭힌다. 말버릇은 「라고 다이노 가이스트님이 말씀하셨다」. 평상시는 다이노 가이스트에 수납되어 있다.
프테라 가이스트
공장으로 불리는 가이스트. 프테라노돈으로 변형한다. 가이스트 중에서는 최연소로, 지략이 뛰어나 다이노 가이스트에게 인정받고 있지만, 동료들은 못마땅하게 여긴다. 거만한 성격으로 동료(특히 혼 가이스트)를 바보 취급하고 있다. 에너지 박스의 개발자이기도 하다.
- 데이터

- 전체 높이：12.8m
- 중량：33.6t
- 주행속도：82.6km/h
- 점프력：184.6m

- 다이노 모드

- 체고：7.6m
- 익장：16.7m
- 최대 비행 속도：5624.8 km/h(M4.7)

- 무장

- 프테라 윙
- 슬래시 크로우: 프테라윙의 발톱으로 적을 공격한다.

썬더 가이스트
해장으로 불리는 가이스트. 브론트 사우르스로 변형한다. 대범하고 의젓한 성격으로 야채를 좋아하지만, 괴이한 술버릇이 있다. 동료들로부터 「멍청이」라고 놀림을 받으면 매우 화를 내서, 감당 할 수 없다.
- 데이터

- 전체 높이：11.2m
- 중량：41.6t
- 주행속도：64.2km/h
- 점프력：140.6m

- 다이노 모드

- 체장：18.4m
- 체고：11.1m
- 최대 주행속도(지중)：287.3km/h

- 무장

- 썬더 혼
- 숄더 스파이크

혼 가이스트
육장으로 불리는 가이스트. 트리케라톱스로 변형한다. 지구에서 처음 엑스카이저와 대결했다. 혈기가 많아, 격투전을 자랑으로 여긴다. 또, 프라이드가 높고 어떤 도둑질에도 과감하게 도전하지만, 대체로는 실패하는 것이 많다. 프테라 가이스트와는 뜻이 맞지 못하고 자주 싸움만 하고 있다.
- 데이터

- 전체 높이：12.6m
- 중량：37.5t
- 주행속도：76.8km/h
- 점프력：124.2m

- 다이노 모드

- 체장：15.2m
- 체고：6.8m
- 최대 주행속도(지중)：292.5km/h

- 무장

- 혼 빔 암: 뒤통수의 총(다이노 모드 형태 일 때 눈 위의 뿔)으로부터 열전을 발사한다.
- 숄더 브레이커: 양어깨로부터 충격파를 발사한다.

아머 가이스트
지장으로 불리는 가이스트. 스테고사우르스로 변형한다. 보물이 손에 들어 오지 않으면 닥치는 대로 파괴하는 난폭한 성격이다.
- 데이터

- 전체 높이：11.4m
- 중량：14.9t
- 주행속도：72.4km/h
- 점프력：142.8m

- 다이노 모드

- 체장：14.9m
- 체고：8.2m
- 최대 주행속도(지중)：296.2km/h

- 무장

- 바리스터 숏캐논
- 히트 스파이크: 등의 가시를 발사하고 적에게 찔러, 고열로 녹인다.

합체 형태
매드 가이스트
프테라 가이스트, 썬더 가이스트, 혼 가이스트, 아머 가이스트가 에너지 박스를 몸에 부착해서 합체 한 형태. 그러나, 의사가 통일되어 있지 않기 때문에 모두가 마음대로 행동해 버려, 능력을 제대로 발휘할 수 없었다.
- 데이터

- 전체 높이：30.0m

프테더
의사가 통일되지 않았기 때문에 능력을 생각처럼 발휘할 수 없었던 매드 가이스트의 교훈을 살려, 프테라 가이스트와 썬더 가이스트가 합체 한 형태. 켄타우로스와 같은 형태를 가진다.
- 무장

- 스피어

호머
프테더와 같이 혼 가이스트와 아머 가이스트가 합체 한 형태.
가이스트 관계자
트레이더
가이스트로부터 도품을 매입하는 우주 상인. 지구에 올 때마다 카메라나 드럼통 등, 그 자리에 있는 기체에 깃들어 소형 로보트로 변형.